# Scheunentorrochen
Der Scheunentorrochen (Dipturus laevis) ist der größte Rochen (Batoidea) im nordwestlichen Atlantik und für den Menschen ungefährlich. Die größten Exemplare erreichen eine Länge von 153 Zentimetern und ein Gewicht von 20 Kilogramm. Als eine von 5 Rochenarten ist er in seinem Verbreitungsgebiet kommerziell wichtig und wird von der IUCN als stark gefährdet eingestuft.

## Merkmale

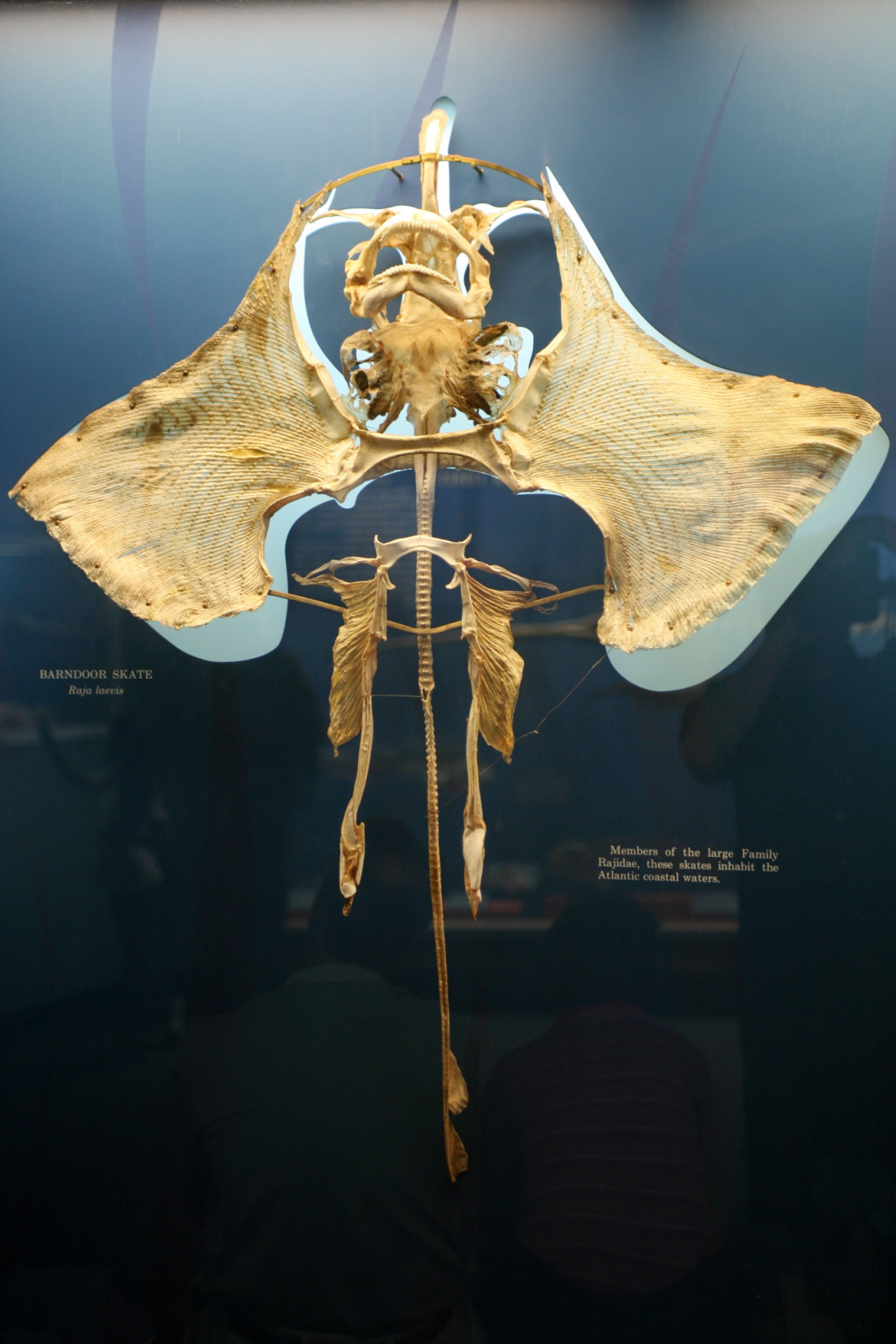
Skelett eines Scheuntentorrochens

Die breiten, diamantenförmigen Brustflossen des Scheunentorrochens sind an den Ecken scharf abgewinkelt, die vorderen Kanten sind konkav, die Rückenflossen sind eng beieinander. Auch die hintere Seite der Brustflossen sind abgerundet und sein Schwanz einigermaßen kurz und recht dick. Er besitzt eine rötlich-braune Färbung mit dunklen Flecken und leicht helleren Streifen. Ein besonderes Merkmal ist ein dünner und dunkler Streifen, der am Kopf beginnt und in Richtung Schwanz bis zum äußersten Rand der Brustflosse verläuft. Die Bauchseite ist weiß bis grau und bei seiner Schnauze mit dunklen Flecken gezeichnet.
Er besitzt auf seinem Schwanz keine Placoidschuppen, damit kann man ihn von fast allen anderen Arten der Echten Rochen unterscheiden. Der Schwanz besitzt aber drei Reihen von kleinen Dornen. Größere Exemplare besitzen solche Dornen auf dem Rücken, geschlechtsreife Weibchen auch auf dem Kopf und den Schultern. Junge Exemplare besitzen sie noch nicht.
Dipturus laevis wächst langsam und wird mit einem Alter von 11 Jahren recht langlebig. Als eine der größten Rochenarten im nordwestlichen Atlantik wird der Scheunentorrochen ca. 150 Zentimeter groß und maximal 18 Kilogramm schwer. Unbestätigte Funde gaben sogar eine Länge von 180 Zentimetern an. Normalerweise wiegen diese Rochen bei einer Größe von 71 bis 76 Zentimetern 2 bis 3 Kilogramm. 
Die Zähne der weiblichen als auch der jungen männlichen Scheunentorrochen sind sehr Nahe bei aneinander und besitzen abgerundete Kuppen. Im Gegensatz dazu besitzen geschlechtsreif männliche Rochen in Reihen angeordnete, weit auseinander stehende spitze Zähne. Der Oberkiefer besteht aus 30 bis 40 Zahnreihen. Die Zahnreihen des Unterkiefers besitzen zwischen 28 und 38 Zähnen.

## Verbreitung und Ökologie
Der Scheunentorrochen kommt entlang der Atlantikküste Nordamerikas vor. Die nördliche Grenze seines Verbreitungsgebiets bilden die Küste Neufundlands und der südliche Teil des Sankt-Lorenz-Golfs. Nach Süden erstreckt sich sein Areal bis zu den US-Bundesstaaten North Carolina und Florida.
Im Sommer wandert der Rochen eher in tiefere Meeresgebiete, im Winter eher in seichte. Aufgrund seiner Größe sind große Haie wahrscheinlich seine einzigen Fressfeinde.
Man findet den Scheunentorrochen für gewöhnlich über weichen, schlammigen, sandigen oder steinigen Böden, in seichten als auch in tiefen Gewässern. Seine bevorzugte Meerestiefe liegt zwischen 0 und 150 Metern, maximal bis 750 Meter Tiefe. Die Wassertemperatur kann hier stark variieren: von knapp über dem Gefrierpunkt bis ca. 20 °C. Obwohl Dipturus laevis auch in Brackwasser gefunden werden kann, beträgt die optimale Salinität seines Lebensraums 31–35 ‰.

## Lebensweise
Der Scheunentorrochen hält sich meist in Bodennähe auf und ernährt sich von Wirbellosen wie Muscheln, Tintenfischen, Hummern, Garnelen, Würmern und kleinen Fischen. Mit seiner spitzen Schnauze gräbt er auch im Sand nach Muscheln.

### Fortpflanzung

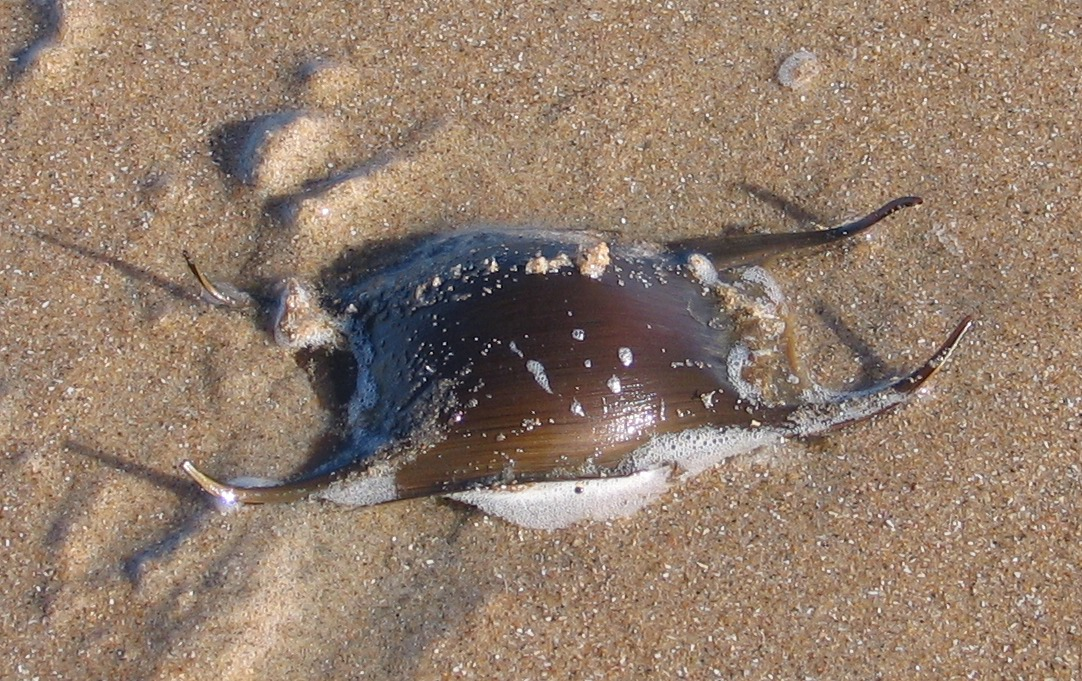
Eine Eikapsel eines Echten Rochens

Diese Rochenart legt Eier; über ihren Reproduktionszyklus ist aber generell recht wenig bekannt. Die Geschlechtsreife erreichen die Tiere wahrscheinlich im Alter von 8 bis 11 Jahren. Bei der Paarung gibt es eine signifikante Umarmung. Nach der Paarung tragen die Weibchen ca. 6 bis 12 Monate lang die Eier aus. Diese sind ziemlich groß, ca. 7–13 Zentimeter lang, 4,5–7,5 Zentimeter breit, gelb und/oder grünlich. Sie sind länglich, rechteckig und haben an den Spitzen kleine steife Hörner, mit denen sie an sandigen oder schlammigen Stellen befestigt werden. Gelegt werden sie im Winter sowohl in seichten als auch in tiefen Gewässern. Die Jungtiere schlüpfen im Frühjahr oder im Sommer. Die Zahl der Jungtiere ist recht gering. Sie sind ca. 180 bis 190 Millimeter lang und ähneln ihren Eltern. Jungtiere neigen dazu, großen Objekten wie ihrer Mutter zu folgen.

## Gefährdung
Wie bei anderen Rochenarten in dieser Region wird auch Dipturus laevis von der hiesigen Fischerei bedroht, gezielt wird der Scheunentorrochen jedoch nicht gefischt. Seit 1981 sind die Fangquoten für Rochen in den USA stetig gestiegen. Diese Entwicklung ist primär aufgrund der stark gestiegenen Nachfrage nach Rochenflossen am Exportmarkt der USA zu begründen und sekundär auf die Nachfrage als Köderfisch für Hummer. Sehr oft wird der Scheunentorrochen mit Schleppnetzen als Beifang gefangen, dies stellt auch mitunter die größte Gefahr für diese Art dar. Eine Reihe von Daten zur Schleppnetzfischerei weisen einen Rückgang der Biomasse und der Verbreitung dieser Art auf. Grundsätzlich war es historisch schwer korrekte Daten zu erheben, in den 1960er und frühen 1970er Jahren sank die Population dieses Rochens rapide ab und Daten wiesen darauf hin, dass die Biomasse ca. 96 % bis 99 % abnahm. Bis zum Jahr 1990 blieb die Population niedrig und stieg ab diesem Zeitpunkt jedoch wieder an. Dieser Trend war vorerst nicht abzusehen und es wurden sogar Petitionen gestartet um diese Art als gefährdet einzustufen. Nach einer Studie die im Jahr 2002 veröffentlicht wurde, sollte dieser Rochen nicht als gefährdet eingestuft werden, da die Biomasse zunimmt. Im Jahr 2003 gelangte er aber doch auf die Rote Liste gefährdeter Arten. Gründe hierfür lassen sich auf das langsame Wachstum, die späte Geschlechtsreife, die geringe Fruchtbarkeit und auf die große Körpergröße zurückführen. Derzeit gibt es aber keine Schutzprogramme um diese Art zu schützen, die Populationen entwickeln sich stabil.

## Belege
1. 1 2 3  Dipturus laevis in der Roten Liste gefährdeter Arten der IUCN 2017-2. Eingestellt von: Dulvy, N.K., 2003-04-30.
2. 1 2 3 4 5  Jennifer Basta: Dipturus laevis Barn-door skate. Museum of Zoology University of Michigan, abgerufen am 13. August 2017 (englisch).
3. 1 2 3 4 5 6 7  Mary Jane Wettstein: Barndoor Skate. Florida Museum of Natural History, abgerufen am 13. August 2017 (englisch).
4. ↑  David B. Packer, Christine A. Zetlin, and Joseph J. Vitaliano: Essential Fish Habitat Source Document: Barndoor Skate, Dipturus laevis, Life History and Habitat Characteristics NOAA Tech Memo NMFS NE 175., März 2003 (// PDF; 5.4 MB).
5. 1 2 3 4  Dipturus laevis auf Fishbase.org (englisch)